# Urticaceae
Le Urticaceae (Urticaceae Juss., 1789) sono una famiglia di angiosperme dell'ordine Rosales che conta circa 50 generi e 1300 specie, diffuse in tutto il mondo, specialmente nelle regioni tropicali umide, a eccezione delle regioni a clima artico.
La famiglia prende nome dall'ortica (genere Urtica). È rappresentata in Italia dai generi Boehmeria (naturalizzata), Soleirolia, Parietaria e Urtica.

## Tassonomia
Il Sistema Cronquist assegna tradizionalmente la famiglia all'ordine Urticales; la moderna classificazione APG non riconosce il raggruppamento Urticales e assegna la famiglia all'ordine Rosales.
La famiglia comprende i seguenti generi:
- Archiboehmeria C.J.Chen
- Astrothalamus C.B.Rob.
- Australina Gaudich
- Boehmeria Jacq.
- Cecropia Loefl.
- Chamabainia Wight
- Coussapoa Aubl.
- Cypholophus Wedd.
- Debregeasia Gaudich
- Dendrocnide Miq.
- Didymodoxa E.Mey ex Wedd.
- Discocnide Chew
- Droguetia Gaudich
- Elatostema J.R.Forst. & G.Forst.
- Elatostematoides C.B.Rob.
- Forsskaolea L.
- Gesnouinia Gaud.
- Gibbsia Rendle
- Girardinia Gaud.
- Gonostegia Turcz.
- Gyrotaenia Grieseb.
- Haroldiella J.Florence
- Hemistylus Benth.
- Hesperocnide Torr.
- Laportea Gaud.
- Lecanthus Wedd.
- Leucosyke Zoll. & Moritizi
- Maoutia Wedd.
- Metapilea W.T.Wang
- Metatrophis F.Br.
- Musanga C.Sm. ex R.Br.
- Myrianthus P.Beauv.
- Myriocarpa Benth.
- Nanocnide Blume
- Neodistemon Babu & A.N.Hendry
- Neraudia Gaud.
- Nothocnide Blume ex Chew
- Obetia Gaud.
- Oreocnide Miq.
- Parietaria L.
- Pellionia Gaud.
- Petelotiella Gagnep.
- Phenax Wedd.
- Pilea Lindl.
- Pipturus Wedd.
- Poikilospermum Zipp. ex Miq.
- Pourouma Aubl.
- Pouzolzia Gaudich.
- Procris Comm. ex Juss.
- Rousselia Gaud.
- Sarcochlamys Gaud.
- Soleirolia Gaud.
- Touchardia Gaud.
- Urera Gaud.
- Urtica L.
- Zhengyia T.Deng, D.G.Zhang & H.Sun

### Alcune specie

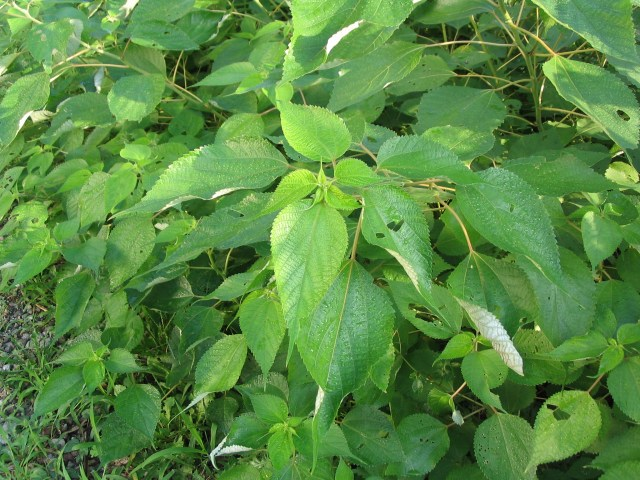
Boehmeria nivea
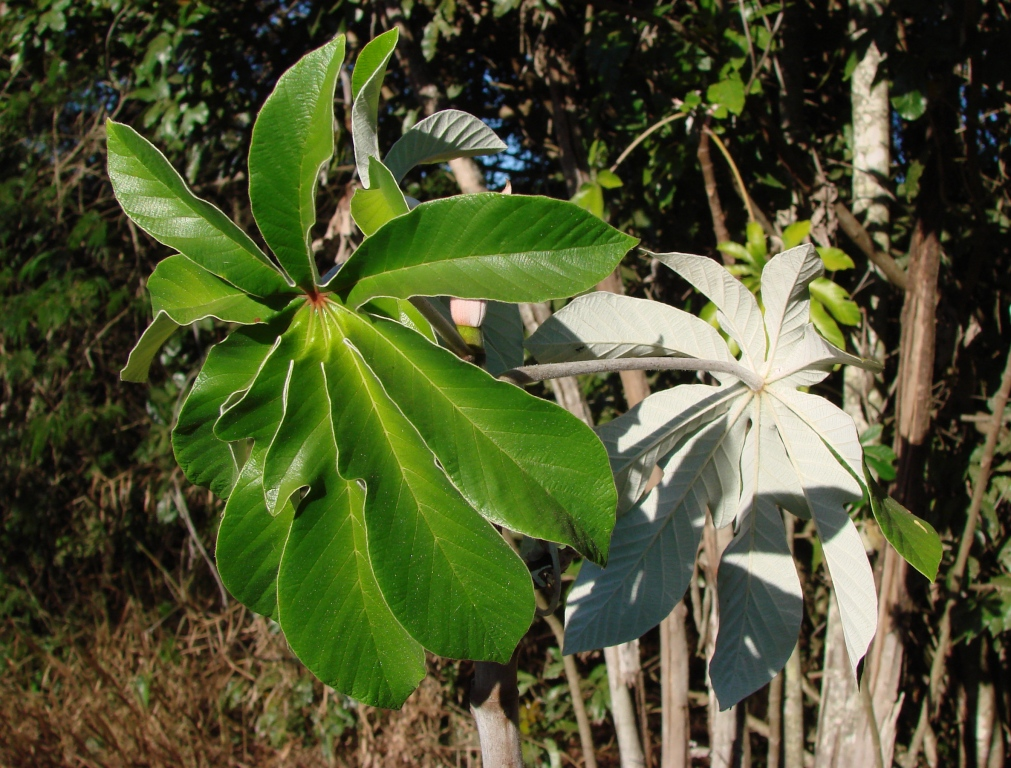
Cecropia pachystachya
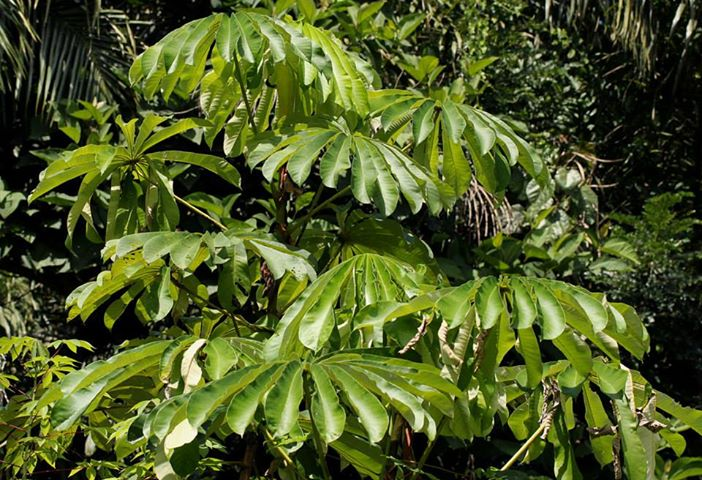
Musanga cecropioides
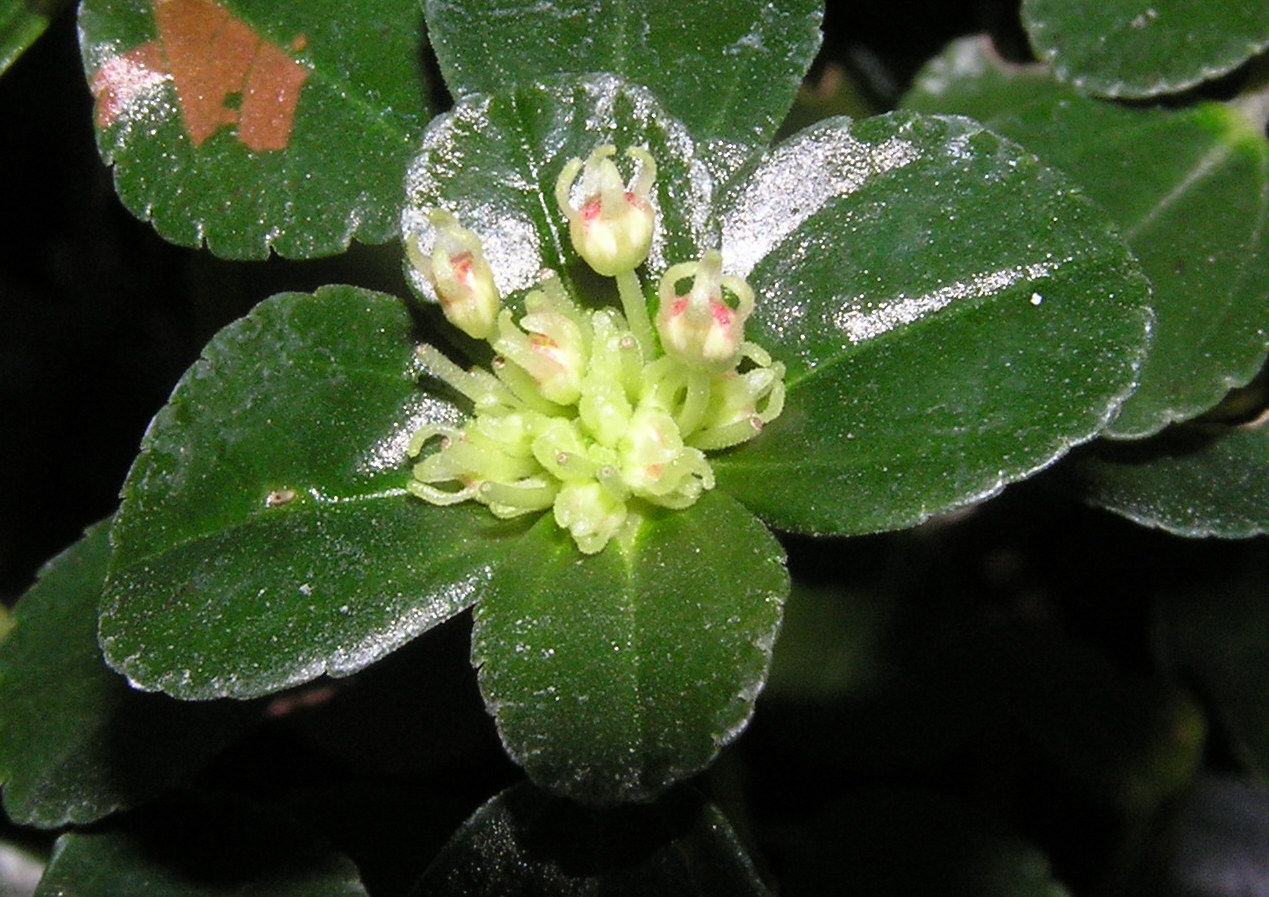
Pilea depressa
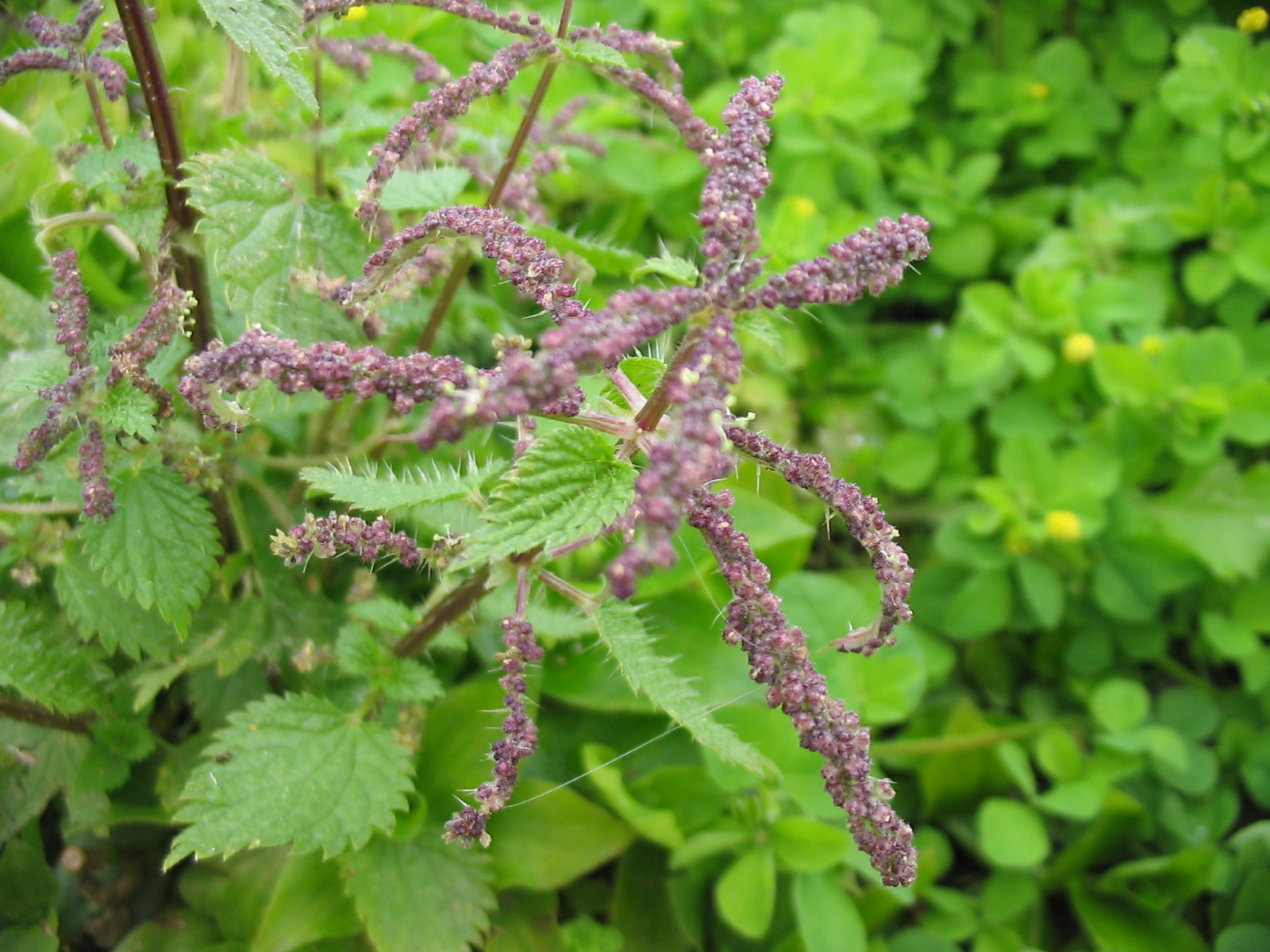
Urtica membranacea